# Cachryx
Cachryx — род игуан, обитающий на юго-востоке Мексики, на полуострове Юкатан и прилегающих территориях.

## Внешний вид и строение
Это относительно красочные, небольшие игуаны, максимальная длина головы и тела которых составляет 17,5 сантиметров. Характерной чертой рода является короткий, колючий хвост, похожий на хвост шипохвостов из Северной Африки и Ближнего Востока. Чешуя на задних ногах также похожа на шипы. Чешуя вокруг теменного глаза едва заметна или отсутствует. За подбородочным щитком находятся две чешуи (четыре у более крупных черных игуан). На предчелюстной кости в среднем пять зубов. Все зубы имеют пять или более бугорков.

## Среда обитания
Виды Cachryx живут, взбираясь на деревья в сухих лесах, очень скрытно на известняковых скалах, а также на руинах храмовых пирамид и других исторических сооружений времен цивилизации майя.

## Систематика
Род Cachryx был представлен в 1866 году американским зоологом Эдвардом Дринкером Коупом с первым описанием Cachryx defensor. В 1828 году немецкий зоолог Аренда Фридрих Август Вигман переместил Cachryx defensor в род Ctenosaura. В 1995 году немецкий герпетолог Гюнтер Кёлер описал близкородственный вид, Cachryx alfredschmidti, как Ctenosaura alfredschmidti. В 2017 году американский биолог Кэтрин Л. Мэлоун и ее коллеги обнаружили, что эти два вида являются сестринской группой двух родов игуан, обнаруженных на Галапагосских островах (Amblyrhynchus и Conolophus), и впоследствии подтвердили род Cachryx. Род Cachryx и эволюционная линия, ведущая к галапагосским игуанам, разошлись около 8,5 миллионов лет назад. Сестринская группа клады Cachryx и галапагосских игуан — это черные игуаны (Ctenosaura).

## Виды
- Cachryx alfredschmidti (Köhler, 1995)
- Cachryx defensor Cope, 1866